# Kostel svatého Jana Křtitele (Slavoňov)
Kostel svatého Jana Křtitele je římskokatolický dřevěný renesanční kostel stojící na vyvýšeném místě uprostřed hřbitova ve Slavoňově. Společně s dřevěnou márnicí, zvonicí fortifikačního typu s bedněným zvonovým patrem a ohradní zdí patří k ojediněle dochovaným souborům dřevěné lidové architektury, který je chráněn jako národní kulturní památka České republiky.

## Historie
Původní gotický kostel je zmiňován již v roce 1350. Tento dřevěný kostel zanikl patrně za husitských válek. Jeho podoba je známa z pečetidla ze sbírek Národního muzea v Praze. Současný kostel byl vystavěn v roce 1553 za přispění Jana Kotlačky a jeho syna Jana z Blažkova. V roce 1705 proběhla oprava kostela, při níž byla přistavěna západní předsíň a kruchta. Původně byl kostel zasvěcen sv. Martinovi. Ke změně došlo za rekatolizace roku 1683 z podnětu dobrušského děkana Jiřího Sidurga. V té době byl kostel filiálním kostelem ke kostelu v Dobrušce. V roce 1786 byla v kostele lokálie, pod kterou patřily obce Slavoňov, Blažkov, osada Bradle, Mezilesí, Libchyně, Jestřebí, Sendraž, (zemanský dvůr) Studýnka, Vanovka, Bohdašín, Zákraví. Farním se kostel stal v roce 1806.

## Popis

### Exteriér

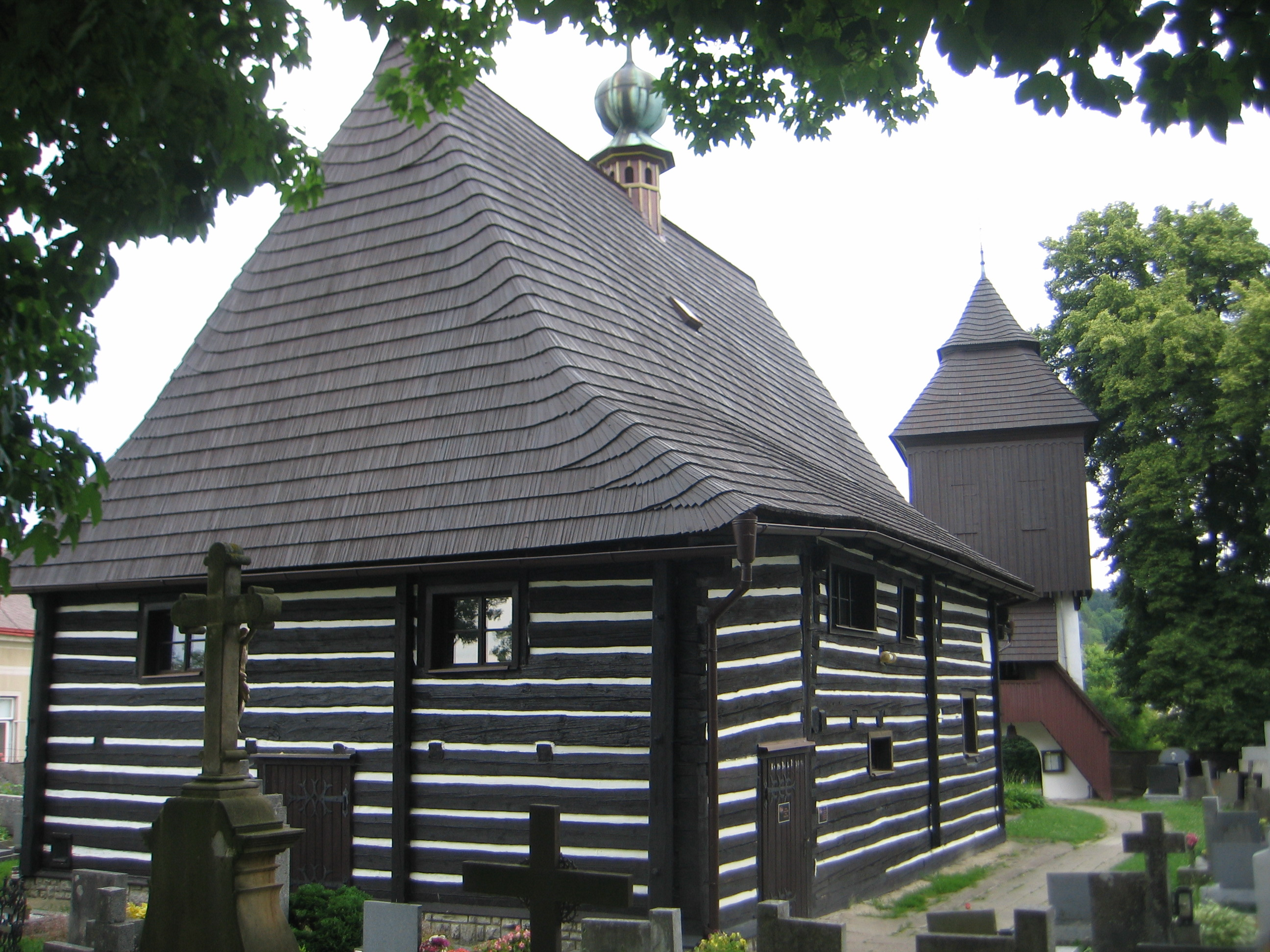
Jihozápadní nároží kostela

Kostel je roubená stavba na půdorysu nepravidelného obdélníka s pravoúhle uzavřeným kněžištěm orientovaným na východ. Jeho obvodové stěny jsou ukotveny na nízkém opukovém soklu, střechy jsou valbové, na lodi s námětky, sakristie má střechu pultovou. Jsou kryté šindelem, jen osmiboký sanktusník vyrůstající z hřebene střechy má cibuli krytou měděným oplechováním (původně šindelem).  Trámoví na stavbu kostela je z dubových a jedlových kmenů, spáry byly utěsněny mechem a maltou a zvenku obíleny. Později byly z venkovní strany doplněny svislé trámy podpírající střechu. Kostel je osvětlen pravoúhlými okny různých velikostí, pouze okno v jižní straně lodi je zakončeno segmentem. Předsíň s hlavním vstupem a sníženým stropem byla přistavěna v roce 1705. Stavba je 19,65 metrů dlouhá, z čehož patří 6,1 metr presbyteriu čtvercového půdorysu, 10 metrů lodi široké 9,8 metrů a 3 metry kruchtě; vnitřní výška je 6 metrů. Ke kněžišti je po severní straně přistavěna malá sakristie, 4,8 metrů hluboká a 2,7 metrů vysoká. Proti presbytáři je kůr s varhanami. 

### Interiér
Kostel je plochostropý, strop lodi je podepřen dvěma podélnými trámy nesenými dřevěnými sloupy, šestice dřevěných sloupů podpírá kruchtu. Loď je od užší sakristie oddělena příčným trámem který je směrem do lodi zdoben vyřezávanými arkádami. Malířská výzdoba arkád dokláda, že kostel byl původně utrakvistický; ve dvou centrálních arkádách je vyobrazený velký kalich a Ježíš nesoucí kříž, v bočních arkádách jsou postavy dvanácti apoštolů. Pod kalichem je nápis, zmiňující stavebníky kostela: „...Letha Panie 1553 wystaewien gest kostel Slawoniowsky. Poczátek nákladu gest byl: Jan Koltaczka: Jan, syn geho...“ Stěny i kazetový strop jsou zdobeny malovanými rostlinnými ornamenty. Výzdoba vznikla v roce 1705 přemalováním starších maleb snad ze 16. století.

### Zařízení kostela
Původní zařízení kostela bylo prosté. Hlavní oltář s obrazem svatého Jana Křtitele instalovaný v roce 1683 a boční oltáře Panny Marie z roku 1832 (jih) a s božím hrobem (sever). Figurálně zdobená křtitelnice je z 18. století, sochy svatého Cyrila a Metoděje z roku 1821 a kazatelna z roku 1833. K  nim přibyla v roce 1908 socha Sedmibolestné Panny Marie, darovaná Vojtěchem Škodou z Mezilesí, o pět let později Anna Čtvrtečková z téže obce darovala kostelu sochy svatého Jana Nepomuckého a svatého Josefa z pražské dílny Mudroch a Svatůněk. V roce 1930 provedl malíř Zikmund Rudolf kopii Škrétova obrazu svatého Martina, jako náhradu za obraz ukradený z kostela v roce 1926. V roce 1975, když bylo v presbyteriu instalováno podium, byl odstraněn hlavní oltář.
Varhany z roku 1819, s mechanickou trakturou a zásuvkovou vzdušnicí, provedené králickým varhanářem Georgem Spanelem starším, byly v roce 1909 vyměněny za varhany s jedním manuálem, sedmi rejstříky a kuželkovou vzdušnicí, od pražské varhanářské dílny Josef Rejna a Josef Černý. Jejich opravu provedl v roce 1987 Josef Matyska.

## Opravy a rekonstrukce kostela
V roce 1833 byly malby na stěnách kostela zabíleny, nejprve vápenným nátěrem, později fermežovou barvou. K rozsáhlé opravě kostela došlo v roce 1878, když hrozilo zhroucení celé stavby, o tři roky později byla zazděná okna východní stěny presbytáře. Další úpravy proběhly v roce 1894 a 1901, kdy střecha získala nový šindel. Vyšlapané pálené dlaždice podlahy byly v roce 1903 vyměněny za cementové v pískové barvě, při výměně varhan v roce 1909 musela být zajištěna statika kruchty. Její dva nosné trámy nesené čtyřmi sloupy byly prodlouženy a podepřeny ještě jedním párem dřevěných sloupů. V letech 1928–1929 začala oprava střechy a její krytiny, dokončená v roce 1932, rok nato byl vyměněn sanktusník. K odkrytí a rekonstrukci zabílených nástěnných maleb došlo v roce 1934 při úpravách interiéru kostela, v roce 1939 byl kostel zajištěn kleštinami, další opravy střechy proběhly v letech 1942, 1947 a 1961. Na konci 60. let 20. století způsobila vzlínající vlhkost takové rozšíření plísní v kostele, že v roce 1969 muselo být původní zemité podloží kostela vyvezeno a nahrazeno vrstvami kamene, betonu a asfaltovou izolací. Při restaurování maleb kazetového stropu napadeného dřevomorkou, které začalo v roce 1970, byly na poprsni kruchty objeveny figurální malby.

## Zvonice

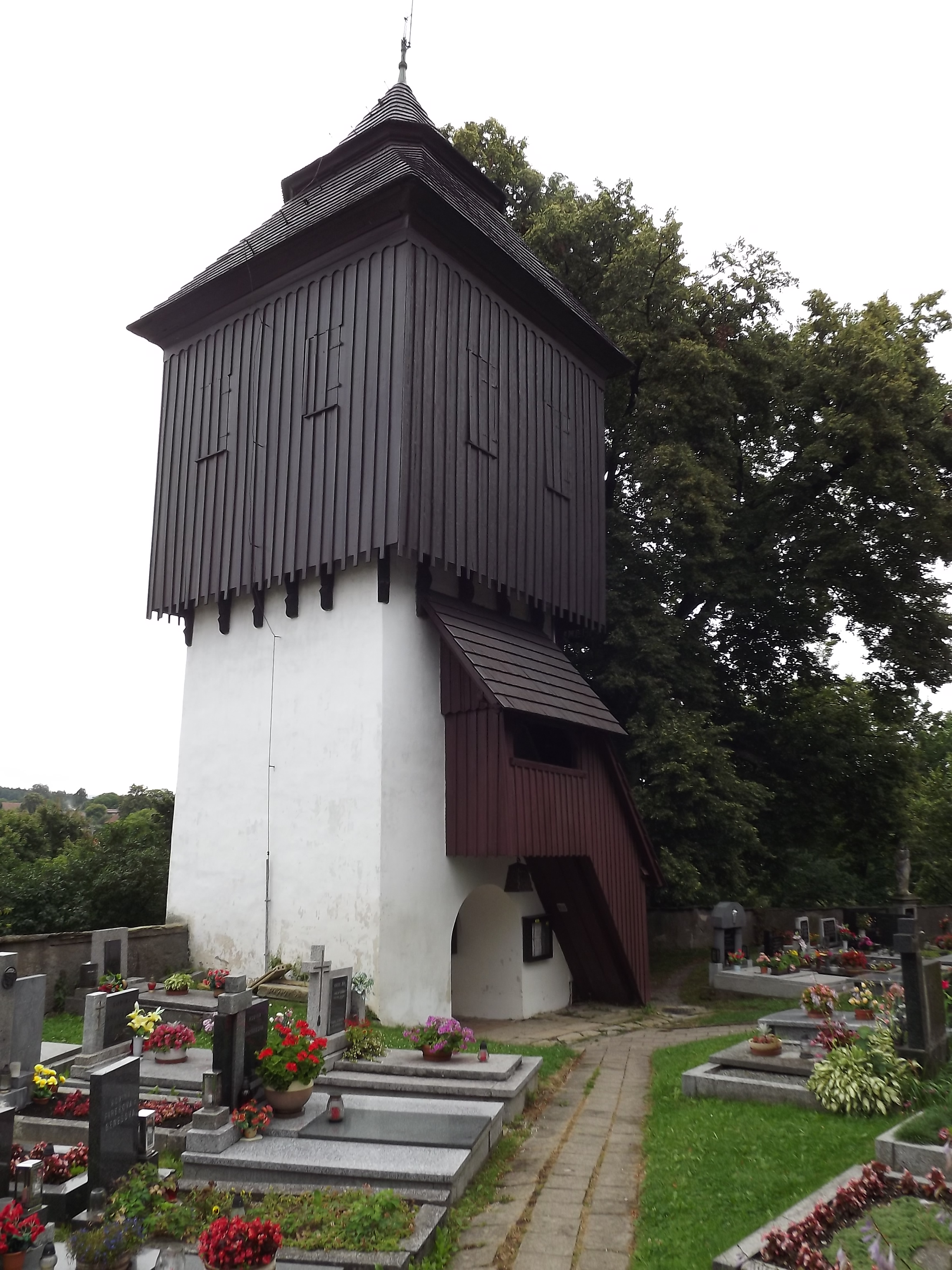
Zvonice od severozápadu

Do areálu hřbitova se vchází průchodem v přízemí renesanční věžové zvonice z roku 1550, stojící v jeho východní části. Je čtvercového půdorysu se zděným přízemím a patrem, předstupujícím bedněným zvonovým patrem, na které dosedá dvoudílná stanová střecha. Zvonice je začleněná do kamenné ohradní zdi hřbitova, s níž plnila i obrannou funkci. To dokládá i střílnové okno na východní straně věže, na západě k ní přiléhá strmé dřevěné venkovní schodiště, obložené svislým bedněním a kryté střechou. I zvonové patro je svisle bedněné, podobně jako okenice čtyř párů oken. Zvonová stolice pro má dvojité vzpěradlo. Vzorem pro výstavbu zvonice byla snad zvonice v Krčíně.

### Zvony
Ještě v roce 1884 visely ve zvonici tři zvony:
- Nejstarší zvon byl slit v roce 1561, což dokládá nápis: „L. P. 1561 tento zwon slyt gest ke sti a chwále Pánu Bohu wssemohouczymu, trogiho panstwie k zadussi Slawoniowskému skrze W. F. Konwarze W.“[1] Tento zvon o dolním průměru 102,2 cm visí ve zvonici dosud.[12]
- Mladší a největší zvon, který byl podruhé přelit v roce 1773, nese na těle nápis: „Fusa 1589, Refusa 1753, Iterata refusa 1773. Regente Maria Ther. Imperatrice Regina Hungariae, Bohemiae et imperatore Romano Josefo II. Serenissimo D. D. Opocensis Dominii Principe Rudolpho de Colloredo. Parocho Franc. Ant. Reith Neohradeses.“[1] Zvon o dolním průměru 123 cm, odlitý Františkem Frankem v Praze, byl v roce 1917 převezen do Nového města nad Metují, odkud byl do zvonice navrácen až v září roku 1949.[12]
- Nejmenší ze zvonů nesl nápis: „Ave Maria.“ J. K. Hraše se domníval, že je náhradou za zvon z původního starého kostela, což odvozoval z jeho nápisu: „Augustus et rex Carolus quartus.“[1] Zvon Ave Maria byl zrekvírován pro válečné účely v roce 1917.[12]

Po první světové válce zůstal ve zvonici pouze jeden zvon. Ten byl v srpnu roku 1927 doplněn dvěma dalšími; větším (1 281 kg) a menším (392 kg). Oba však byly zabaveny a roztaveny za druhé světové války. Stávající třetí zvon ve zvonici byl odlit v roce 1950 zvonařem Rudolfem Manouškem v České u Brna.

## Márnice

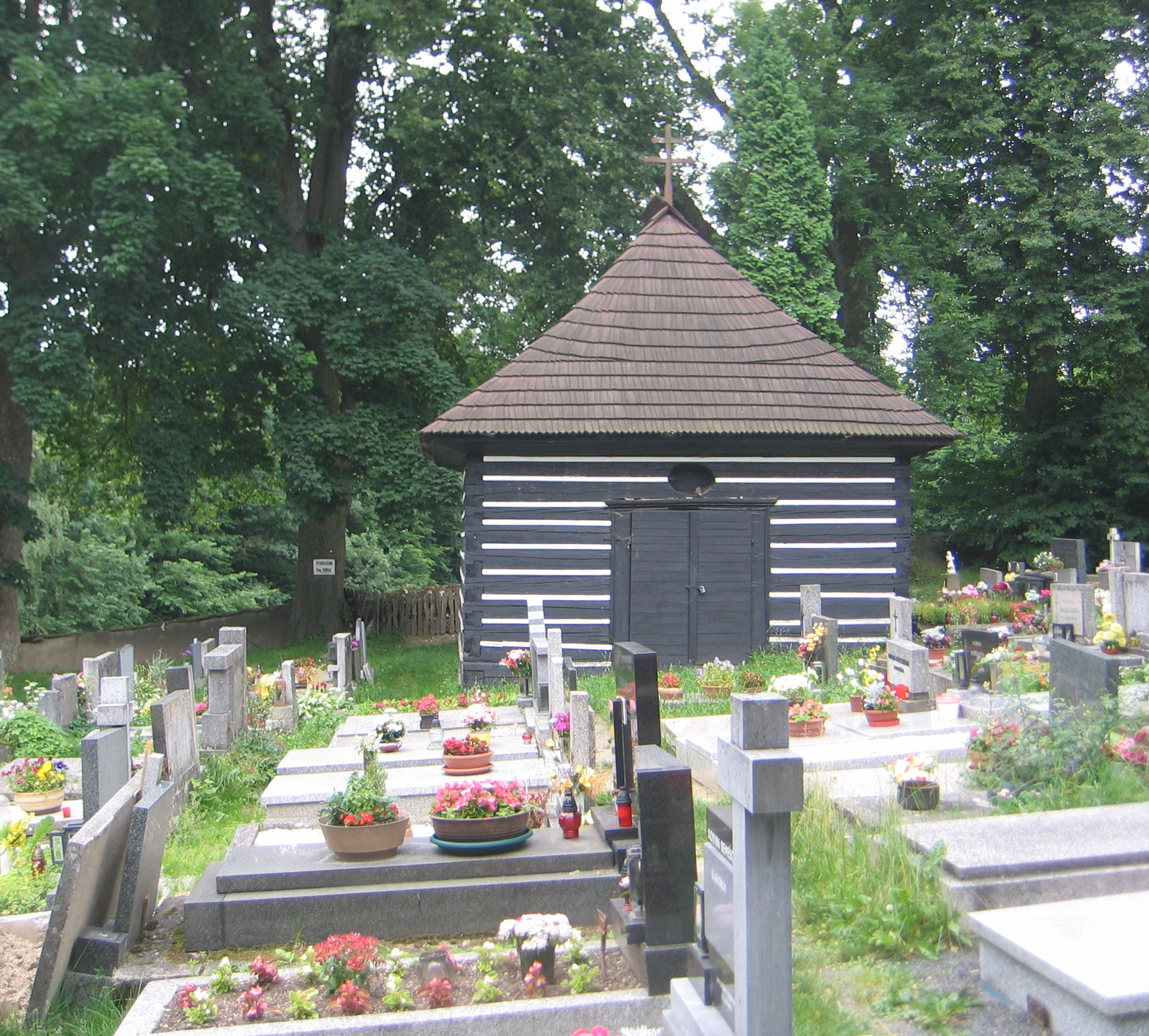
Márnice od severu

Roubená márnice z 18. století stojí v jižní části areálu. Je obdélného půdorysu, podobně jako kostel na nízkém opukovém soklu, s valbovou střechou s námětky krytou šindelem. Spáry roubení má kryté lištami, přístupná je dvoukřídlými dveřmi a osvětlená čtveřicí oken. Ještě v 80. letech 19. století sloužila jako kostnice a byly v ní uloženy lebky a kosti zesnulých, v současnosti (2025) slouží jako jako skladiště.
Celý hřbitov je ohrazen nestejnoměrně vysokou opukovou zdí s omítanými stěnami a korunou krytou opukovými deskami spojenými cementem. Zeď je přerušená pouze zvonicí a malým otvorem s brankou v severní části (přístup k faře).

## Bohoslužby
Bohoslužby se konají denně. Do interiéru kostela lze nahlédnout přes uzamčenou mříž, návštěvu je také možné domluvit na tamní faře. Aktuální informace a domluva návštěvy na telefonním kontaktu farnosti Slavoňov: +420 499 399 743.

## Galerie

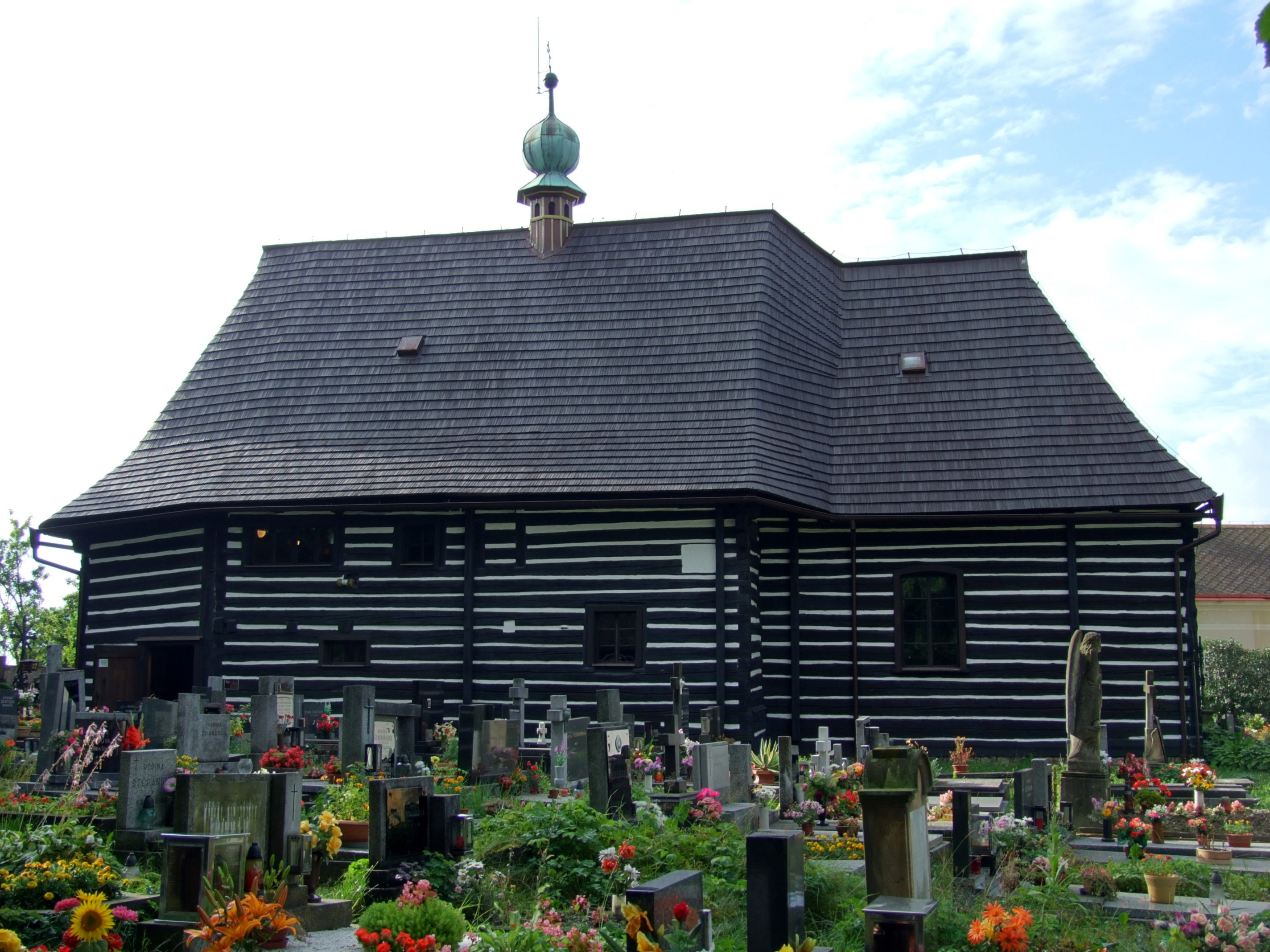
Kostel
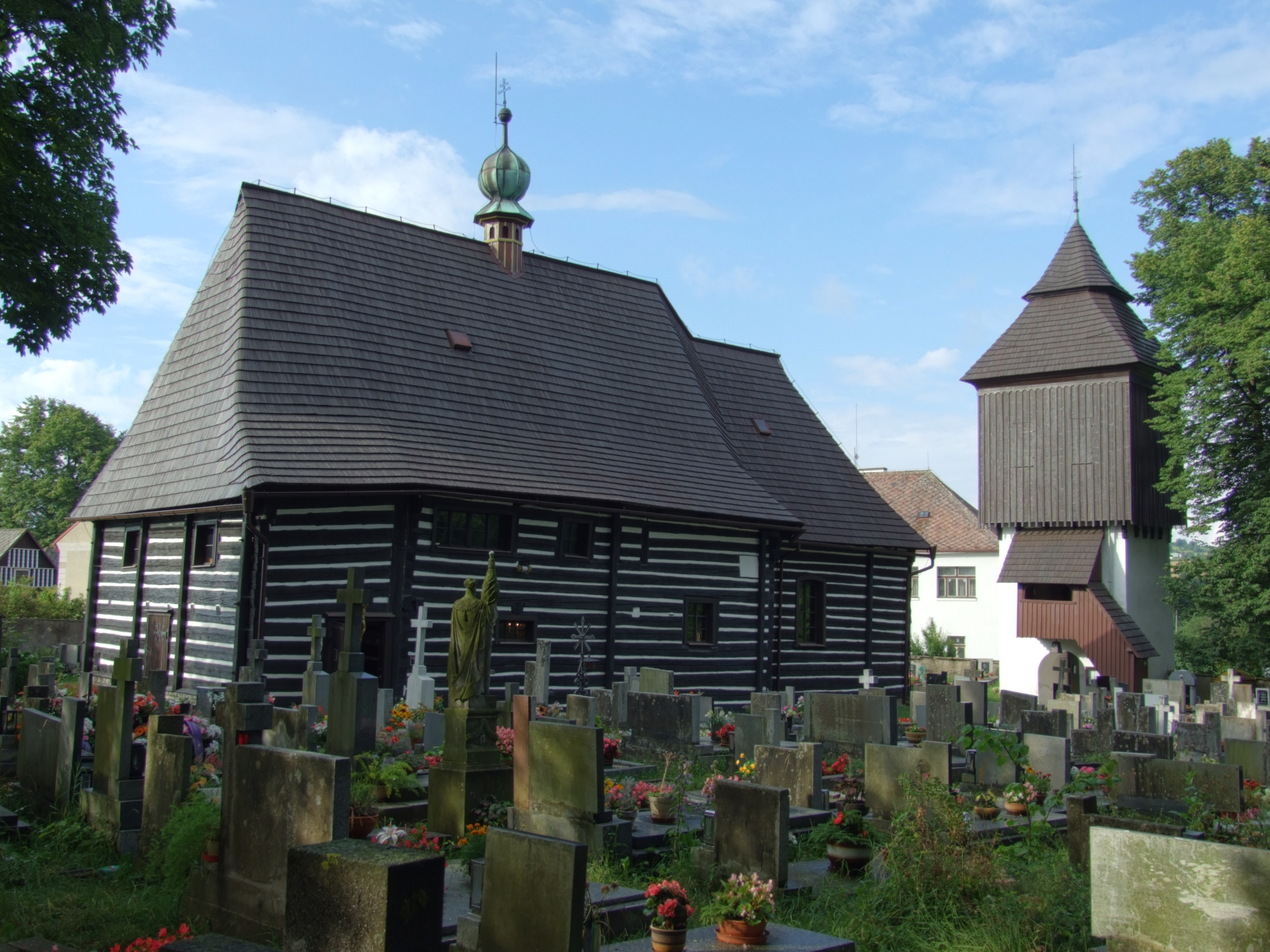
Kostel
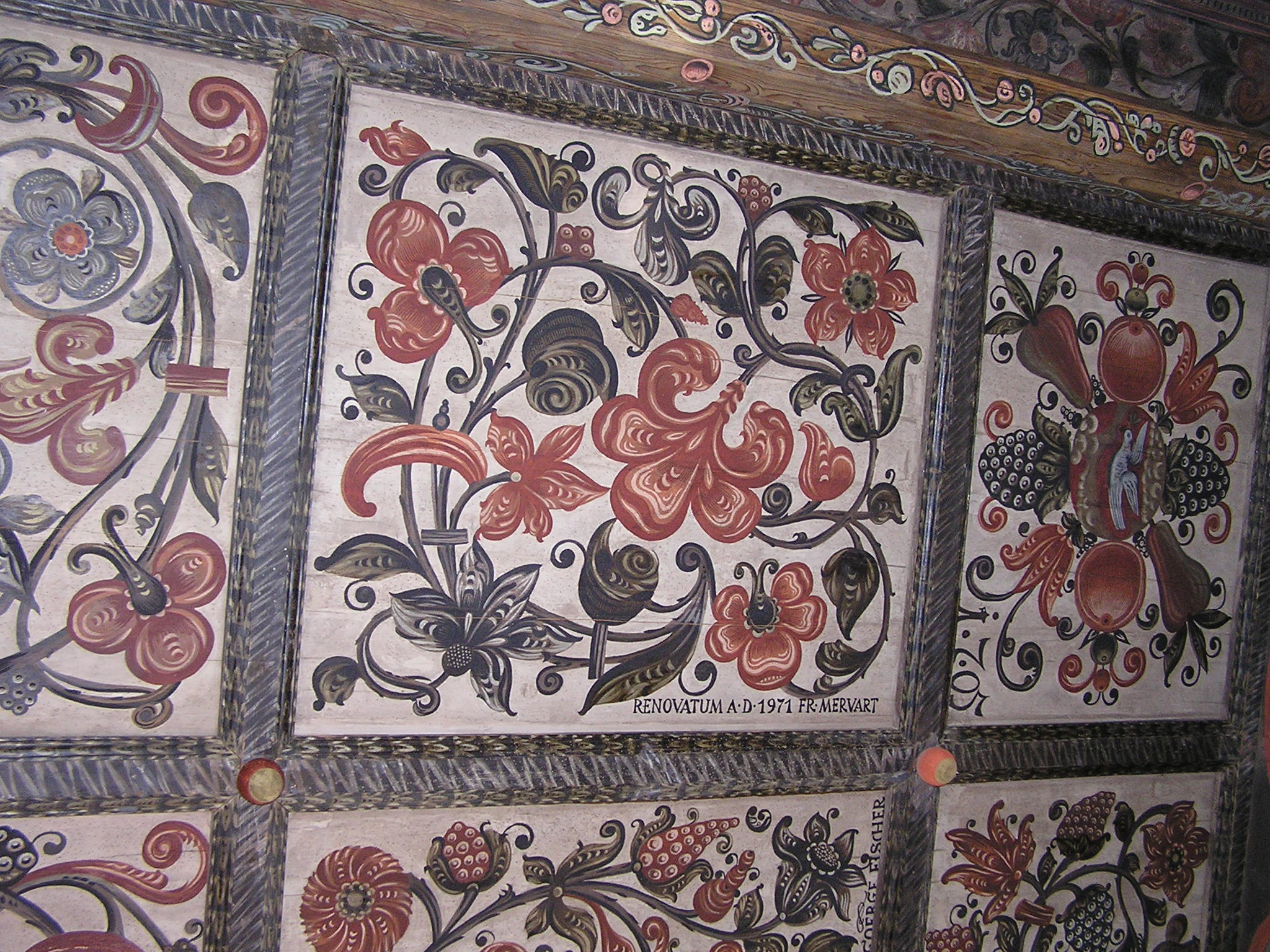
Výmalba stropu kostela svatého Jana Křtitele
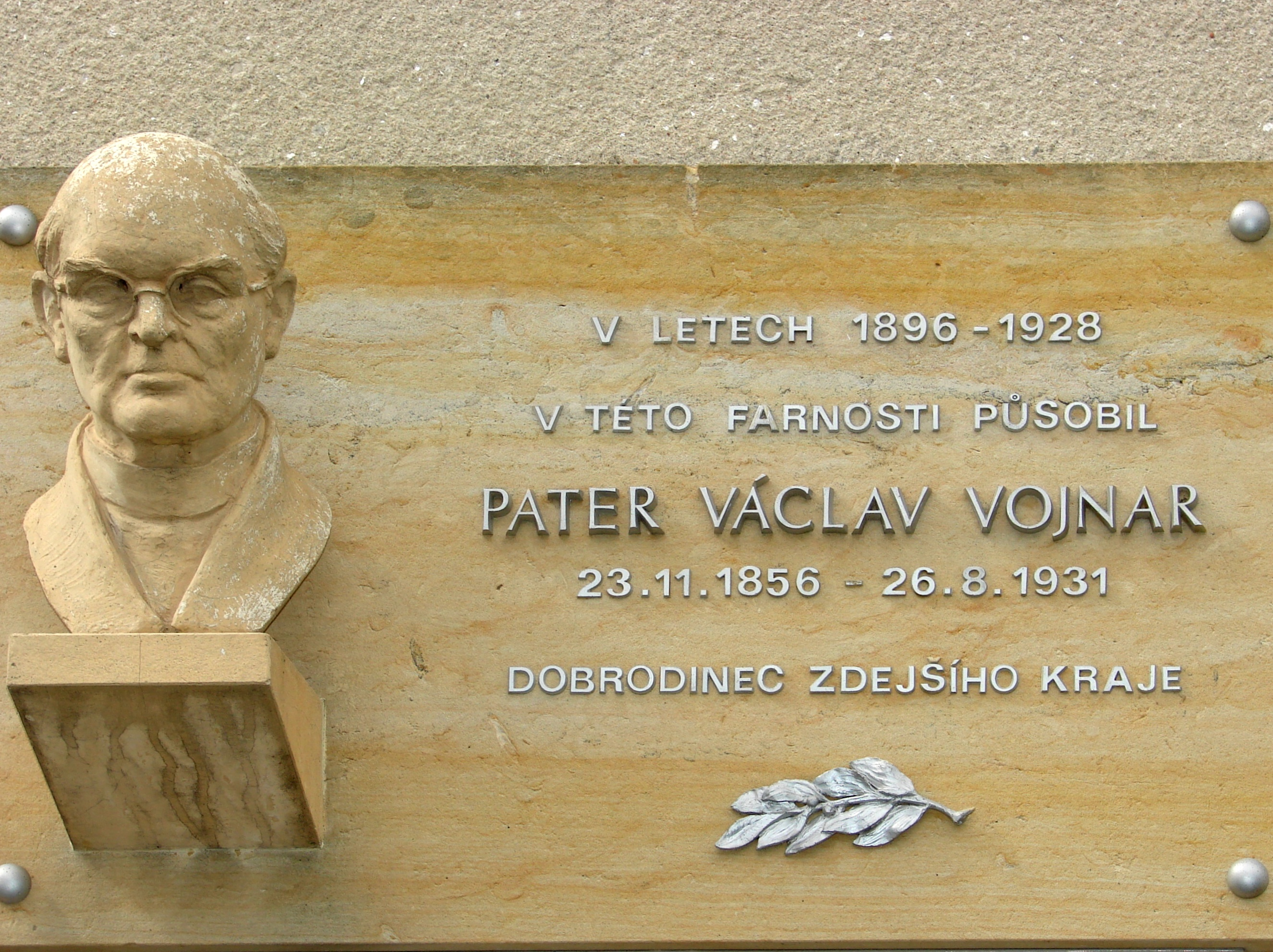
Pamětní deska na budově fary